# Tufara
Tufara è un comune italiano di 760 abitanti della provincia di Campobasso in Molise.

## Geografia fisica
Il suo territorio, al confine con Puglia e Campania, si estende per circa 35 km² dal fondovalle del Fortore (240 m s.l.m.) sino alla località Bosco Pianella (1020 m s.l.m.). A oriente i confini del territorio comunale superano il corso del Fortore così da inglobare un piccolo settore dei monti della Daunia. Il territorio, in prevalenza collinare, è coperto da boschi che lasciano ampi spazi ai campi di cereali a alle piantagioni di ulivi. Il centro del paese sorge su una grande rupe di tufo ed è sovrastato dal castello longobardo e dal campanile della chiesa madre.

## Storia
Le origini risalirebbero al X secolo, quando è citato come Roccia Tufacea, nei registri angioini del 1320 viene annoverato come Topharia. Nel 1299 era feudo di questa dinastia, quando Guglielmo di Marzano, signore del castello sotto gli Angiò, si sposò con Isabella di Gesualdo, assegnò a lei il castello per costituzione di pegno della dote ricevuta, e il casale di Monterotaro nella Capitanata.
La famiglia di Marzano si estinse nel XV secolo, durante le lotte di potere tra i Durazzeschi e gli Angiò; l'area fu ceduta alla famiglia della contea di Gambatesa, comitale di Campobasso, e i Gambatesa furono signori sino al 1465, quando Tufara fu incamerata nel demanio. Ma nello stesso anno va in feudo a Giovanni della Candida per volere di Ferrante I di Napoli. Giovanni morì nel 1494, lasciando tre figlie: Lucrezia, Eleonora, Beatrice; Eleonora fu legittima erede, sposatasi a Buffillo Crispano, e morì nel 1531; il castello passò ai Crispano di Laterza, poi ai Monforte di Fragneto. Decio Crispano, figlio di Buffillo, fu l'erede, e morì nel 1559; suo figlio Boffillo II fu l'erede sino al 1586, poi venne il turno di Dianora Crispano, che alienò il feudo nel 1629.
Ai Crispano successero i Caracciolo, principi di Avellino, Antonio Carafa acquistò il castello per 31 000 ducati; suo figlio Cesare lo vendette a Cesare Pignatelli signore di Monteroduni nel 1636; costui lo dette a Paolo Ruffo, ma la vendita fu revocata per una questione giudiziaria, e Tufara restò al Pignatelli dal 1667 sino al 1806, quando Tufara divenne prima frazione di Colletorto, e poi divenne municipio.

### Simboli
Nello stemma è rappresentato, su fondo oro, san Giovanni eremita, di profilo, vestito con un saio, scalzo e barbuto d'argento, tenente tra le mani una lancia posta in palo.
Il gonfalone è un drappo troncato di azzurro e di giallo.

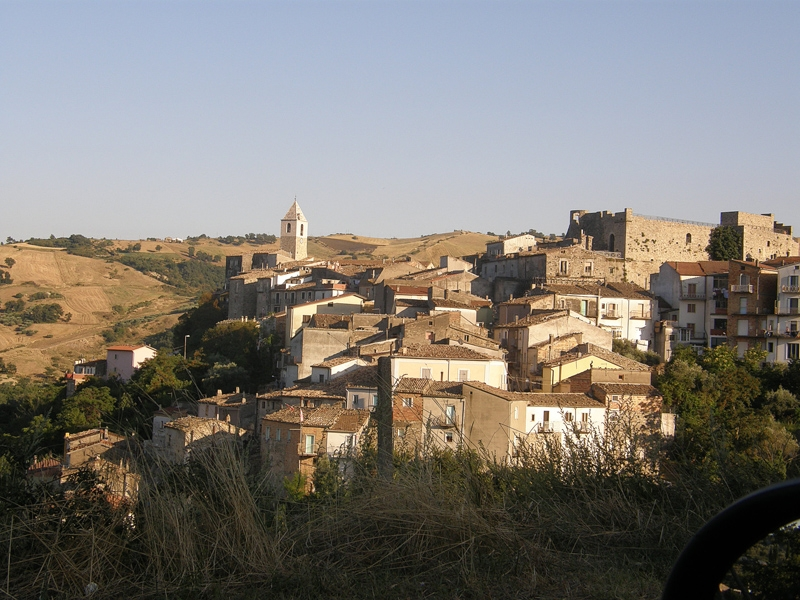
Il borgo, il campanile della chiesa di San Pietro, sulla destra il castello

## Monumenti e luoghi d'interesse
- Castello longobardo: di origine longobarda, si trova un rialzo tufaceo in mezzo al centro storico, ed era di grande posizione strategica per il controllo del territorio. A pianta quadrangolare, era piuttosto piccolo, ma fu ampliato nei secoli a seguire. Decio Crispano lo ampliò nel XVI secolo, il castello assunse un aspetto irregolare "a fagiolo", divenendo anziché una fortezza una dimora gentilizia. Benché fosse appartenuto ai Carafa, ai Pignatelli, il castello nel XIX secolo cadde in degrado e venne spogliato degli arredi, e benché sia restaurato, non mostra i fasti originari. L'esterno mostra i caratteri medievali di torri rompitratta inframmezzate alla cortina muraria, decorate sulla sommità da un camminatoio merlato, e feritoie sul piano, e un grande portone di accesso.
- Chiesa dei Santi Pietro e Paolo: risalente al 1170 per l'aspetto romanico, ha una facciata molto semplice, adornata da un bel portale al quale si accede da una scalinata. Molto interessante il portale laterale con l'arco a sesto acuto in pietra lavorata, in rilievo. L'interno è a tre navate con restauri barocchi del XVIII secolo, conserva l'altare con una tavola della Madonna della Neve, opera dell'artista napoletano "Lo Zingaro". La chiesa fa da contrappunto al castello sul lato opposto della piazza, ha un campanile turrito in pietra, con la cuspide ottagonale.
- Chiesa di San Giovanni da Tufara: casa natale del santo Giovanni da Tufara, fu trasformata alla sua morte in luogo di culto. Vi si conserva il quadro con l'effigie del beato che ha sostituito San Vittore, precedente patrono di Tufara. Presso la casa si trova il cortile recintato con un pozzo dall'acqua ritenuta miracolosa: con quest'acqua si preparano le "panelle", cibo devozionale che si consuma nei giorni di festa del 12-13-14 novembre.

## Società

### Evoluzione demografica
Abitanti censiti

### Tradizioni: il Carnevale di Tufara
Tradizionale ricorrenza di Tufara è il carnevale, che si celebra il 17 gennaio: la campana grande della parrocchia scandisce il mezzogiorno, momento di avvio della festa. Il carnevale è salutato dai paesani con l'esibizione di un asino rivestito di stracci, condotto da persone camuffate da pagliacci, che intonano le cosiddette "maitunate", degli stornelli tipici molisani improvvisati, con battute di scherno e motteggi satirici verso la gente e la situazione politica e amorosa dei giovani.
La tradizionale maschera di carnevale del paese è il "Diavolo", pare che derivi dai riti sannitici, in cui solevano rappresentare la passione e la morte del dio Dioniso, dio della vegetazione, della vite e dell'ebbrezza. Dioniso è venerato qui come il mito della Fenice, che muore e risorge, solo che il veicolo è la vegetazione, è rappresentato dalla maschera zoomorfa, un mostro che indossa sette pelli di capra cucite addosso, quasi a voler rievocare il rito di smembramento che Dioniso praticava con le Menadi danzanti in preda all'euforia: il Diavolo secondo la leggenda tufarese è trattenuto nei suoi eccessi da catene forgiate dai Folletti, suoi guardiani, gira per le strade di Tufara durante il carnevale, salta, cade, si rotola, corre, cercando di sedurre le ragazze per iniziarle ai suoi misteri di eccessi.
Seconda maschera è "la Morte", che veste di bianco con il volto sporco di farina, precede nella processione il Diavolo, ruota delle falci nelle mani, simbolo che lei benché distruttrice, è purificatrice,l a differenza dell'istinto bestiale del Diavolo. Porta con sé anche una capra, in funzione del capro espiatorio che assume le colpe della comunità, per riportare l'equilibrio nella natura.
La terza grande maschera è il Simulacro, ossia un fantoccio di paglia che funge da capro espiatorio del carnevale. Alla fine della cerimonia il pupazzo viene processato dalla comunità e condannato dalla giuria con i tipici motti e sberleffi delle "maitunate", nonostante gli appelli comici della Mamma e del Padre per salvarlo, il Pupazzo è condannato a morte, affinché la Madre Parca, ossia la Morte, con il filo del destino, cioè la conocchia e il fuso dell'arcolaio, ha già pronto per sé un neonato fantoccio, portato nella culla dal Padre, che servirà l'anno seguente per ripercorrere il rito della condanna e della morte del Carnevale.

## Amministrazione
| Periodo        | Periodo        | Primo cittadino     | Partito                       | Carica  | Note  |
| -------------- | -------------- | ------------------- | ----------------------------- | ------- | ----- |
| 19 giugno 1985 | 6 giugno 1990  | Berardino Vitarelli | Democrazia Cristiana          | Sindaco | [ 5 ] |
| 6 giugno 1990  | 24 aprile 1995 | Berardino Vitarelli | Democrazia Cristiana          | Sindaco | [ 5 ] |
| 24 aprile 1995 | 14 giugno 1999 | Olindo Marino       | Partito Popolare Italiano     | Sindaco | [ 5 ] |
| 14 giugno 1999 | 14 giugno 2004 | Mario Lupo          | lista civica                  | Sindaco | [ 5 ] |
| 14 giugno 2004 | 8 giugno 2009  | Mario Lupo          | lista civica                  | Sindaco | [ 5 ] |
| 8 giugno 2009  | 26 maggio 2014 | Donato Pozzuto      | lista civica                  | Sindaco | [ 5 ] |
| 26 maggio 2014 | 27 maggio 2019 | Donato Pozzuto      | lista civica Guardiamo avanti | Sindaco | [ 5 ] |
| 27 maggio 2019 | 9 giugno 2024  | Gianni Di Iorio     | lista civica La via giusta    | Sindaco | [ 5 ] |
| 9 giugno 2024  | in carica      | Gianni Di Iorio     | lista civica La via giusta    | Sindaco | [ 5 ] |